# Puente de Enrique Estevan
El puente de Enrique Estevan (denominado también como Puente Nuevo) es uno de los puentes que cruza el río Tormes en Salamanca (Castilla y León, España). Se comenzó a construir en 1902 y tras numerosas interrupciones se inauguró el 22 de octubre de 1913. Sus funciones substituyen al denominado puente romano o puente viejo. Lleva el nombre del concejal del ayuntamiento salmantino que impulsó el proyecto de un nuevo puente para Salamanca, logrando evitar las modificaciones que se planeaban en el viejo puente romano.

## Historia
En 1891 se propone desde la Dirección de Carreteras la ampliación del Puente romano de Salamanca, con voladizos para ensancharlo, y permitir su uso al nuevo medio de transporte: el automóvil. Gracias a las gestiones del concejal Enrique Estevan Santos finalmente se decide construir un nuevo puente aguas arriba. Las obras del puente se aprueban el 7 de agosto de 1900 y comienzan en 1902 sobre el proyecto del ingeniero de Caminos Saturnino Zufiarre. El 15 de septiembre de 1902, tuvo lugar el acto de colocación de la primera piedra, que consistió en una cápsula del tiempo en cuyo interior quedó un ejemplar de El Adelanto de aquella fecha, junto a otros elementos significativos de la época en Salamanca. La constructora encargada fue la de Duro Felguera. 
Fue el cuarto puente sobre el Tormes en Salamanca, tras el puente Romano y dos del ferrocarril (el del Pradillo y el de la Salud), y en realidad el quinto puente de Salamanca si se tiene en cuenta el puente de Soto, sobre el arroyo de Santo Domingo (delante del convento de San Esteban).
El puente se iluminó en 1998, proporcionando una visión nocturna artística.
El 14 de enero de 2016 fue declarado, por la Junta de Castilla y León, Bien de Interés Cultural, con categoría de Monumento.

## Características
Se trata de un puente metálico centenario, que tiene seis arcos de unos 43 metros. Cada uno de ellos se sostiene en gruesos pilares de fábrica de granito.